# Museo d'arte contemporanea all'aperto di Maglione
Il Museo d'Arte Contemporanea all'Aperto di Maglione (MACAM) è un museo all'aperto ospitato nelle vie dell'omonimo borgo del Canavese, nella Città metropolitana di Torino. Il MACAM fa parte della rete museale dell'Anfiteatro Morenico di Ivrea.

## Storia
Il museo nacque nel 1985 per iniziativa di Maurizio Corgnati che a Maglione era nato e cui volle tornare a fine di un'attività professionale che l'aveva visto regista e scrittore.

## Descrizione
Il museo include oltre centosessanta opere d'arte contemporanea realizzate da 148 artisti.